# Erdeni
Erdeni (* 21. Februar 1999 in Irland) ist ein Rennpferd des Schweizer Tierarztes Michael Schmid und seiner Frau, der Juristin Saskia Schmid. Der braune Wallach gewann zahlreiche Cross-Country-, Flach- und Hürdenrennen und ist das beste Cross-Country-Ross der Schweiz im Jahr 2007.
Geboren wurde er in Irland im Gestüt des internationalen Pferdezüchters Aga Khan. Durch die Familie Schmid wurde er am 30. November 2003 nach einem Verkaufsrennen aufgekauft. Von diesem Moment an wurde er durch Michael Schmid selbst trainiert und lief erfolgreich Rennen in der Schweiz. Unter Jockey Claudia Wendel gewann Erdeni im Preis der Möbel Tino AG am 24. Oktober 2004 in Frauenfeld, unter Jockey Chantal Zollet im Rittergold Grosser Preis der Thurella am 5. Juni 2006 in Frauenfeld sowie im mit 50.000 Franken dotierten Cross-GP in Maienfeld am 14. Oktober 2007. Am 28. September 2008 wurde er Zweiter im GP der Schweiz in Aarau.
Am 26. Oktober 2008 lief Erdeni in Frauenfeld sein letztes Rennen. Im Grossen Preis der Berenbergbank – einem Cross-Country – gewann Erdeni unter Jockey Chantal Zollet vor dem begeisterten, Frauenfelder Rennpublikum ein letztes Mal, und wurde dann offiziell vom Rennsport verabschiedet. In seiner Karriere siegte er in insgesamt 14 Rennen und gewann zusammengerechnet ein Preisgeld von über 200'000 Schweizer Franken. Von den 10 Cross-Countrys, die er insgesamt bestritt, siegte er in 7, in 2 Fällen wurde er zweiter, und nur ein einziges Mal schied er aus, als er von einem anderen Pferd aus dem Rennen gedrängt wurde.